# Mölker Steig
 (mai 2024).
Le Mölker Steig est une ruelle de Vienne en Autriche.

## Situation et accès
Cette voie qui ne fait que 120 mètres de long est située dans le centre-ville (Innere Stadt) de la capitale. 
La Mölker Steig est une petite ruelle pittoresque entre la Schreyvogelgasse au sud et la Schottengasse au nord. Il est situé en hauteur sur les vestiges de la Mölker Bastei, qui faisait partie des anciennes fortifications de la ville de Vienne. Le Mölker Steig est seulement piétonnier ; la connexion avec la Schottengasse est formée par un escalier qui mène de Mölker Steig jusqu'à la Schottengasse. Les édifices sont constitués en grande partie de façades arrière de bâtiments des XVIIIe et XIXe siècles. 

## Origine du nom
Il a été nommé en raison de la proximité du bastion Mölker (de) des anciennes fortifications de la ville de Vienne, qui ont existé de 1531 à 1871.

## Historique

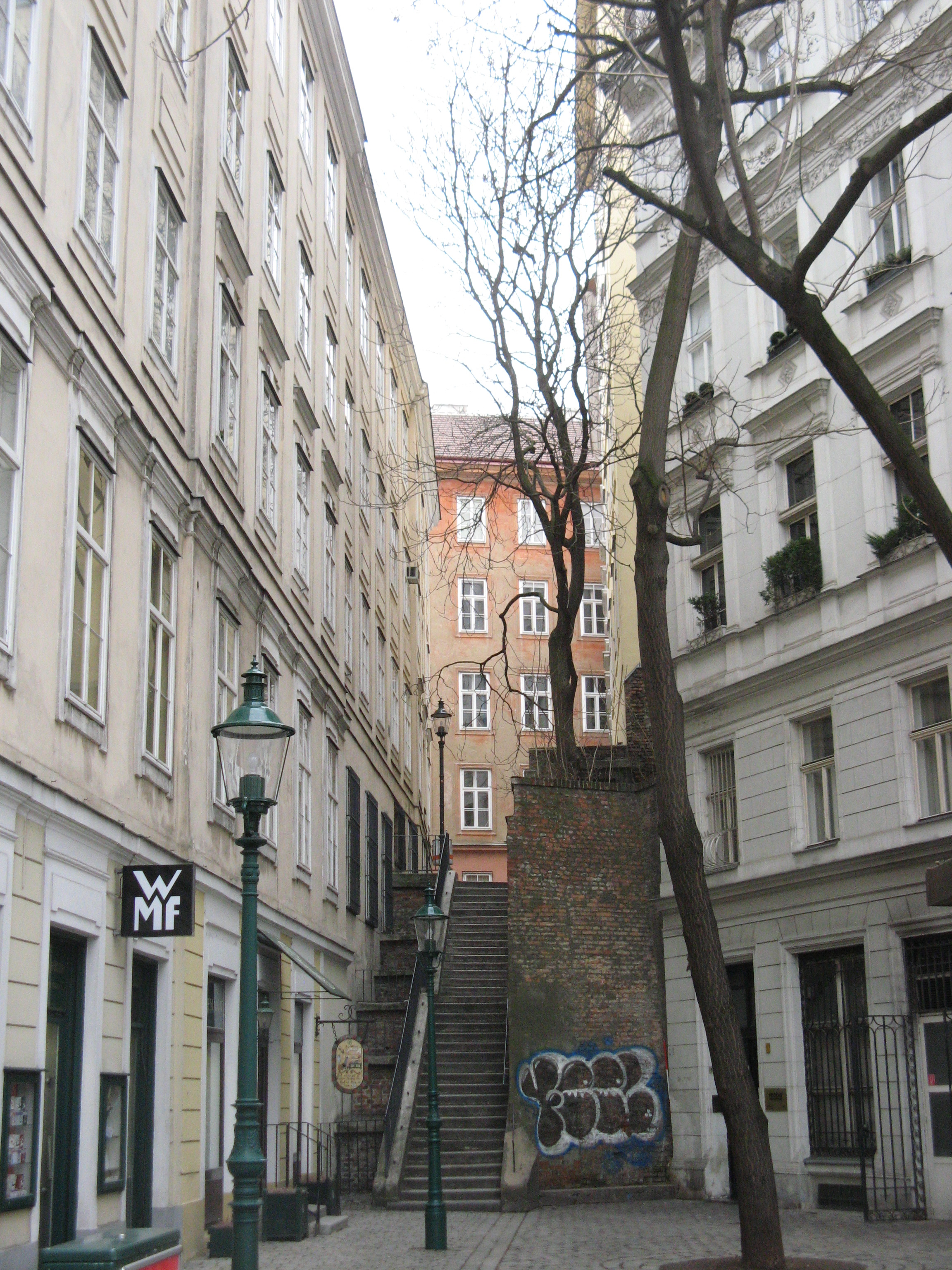
Montée de la Schottengasse sur Mölker Steig

L'endroit où se trouve aujourd'hui le Mölker Steig est le lieu où se dressaient les remparts de la ville de Vienne au Moyen Âge. À partir du XVIe siècle, la courtine s'étendait entre le Schottentor et le Mölker Bastei. L'allée a été construite au XVIIe siècle. De petites maisons furent construites au XVIIIe siècle pour les gardes de la ville. À l'époque où le Melker Hof voisin était également en cours de reconstruction, un escalier fut construit au Schottentor. Il s'appelait à l'origine « Mölker Stiege », et à partir de 1862, il fut brièvement appelé « Schottenstiege », jusqu'à ce qu'il soit incorporé au « Mölker Steig » en 1871. À cette époque, la courtine a été démolie, certaines maisons également et le reste, y compris les escaliers, s'appelait désormais Mölker Steig.

## Bâtiments remarquables et lieux de mémoire

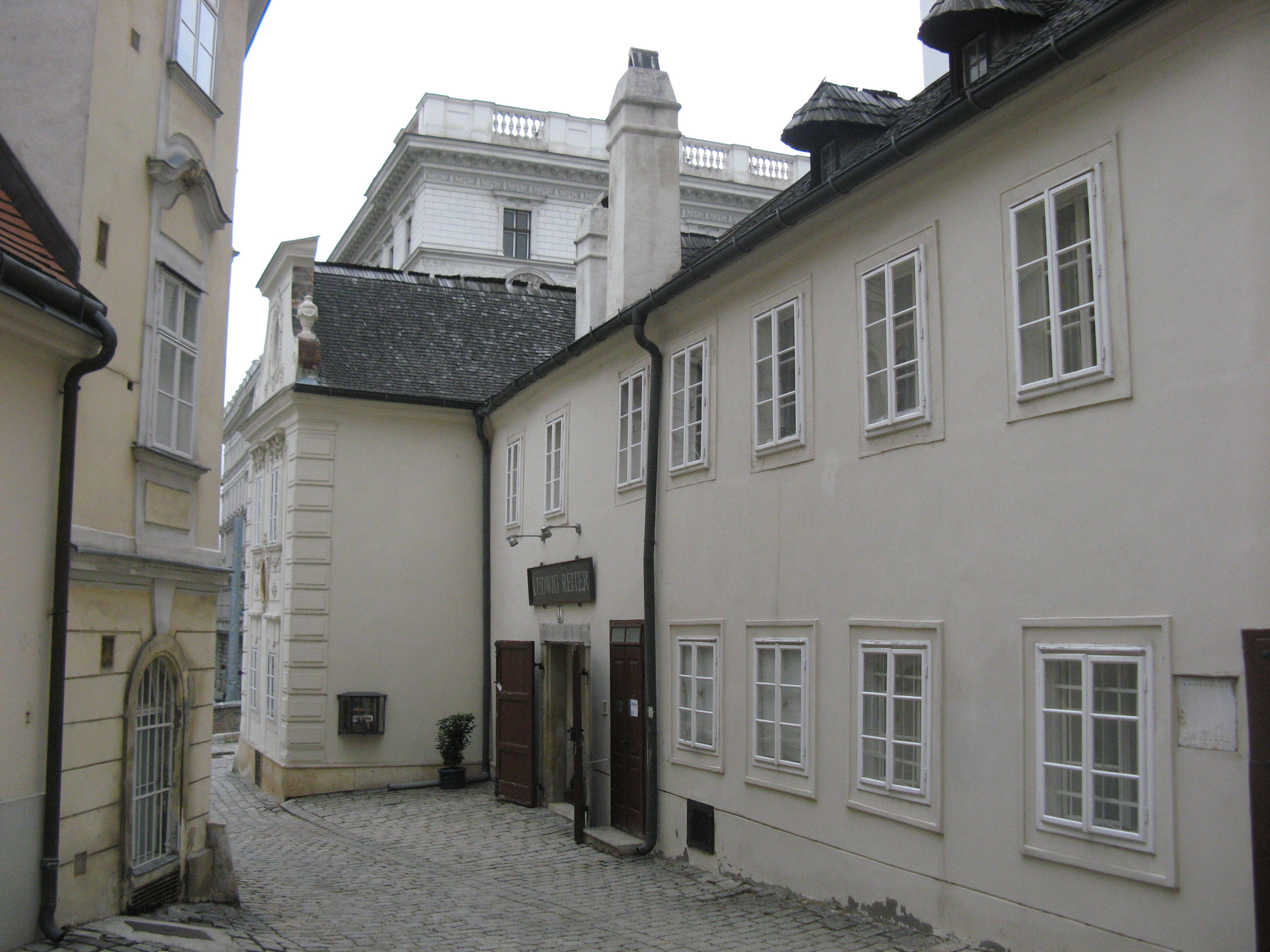
Maison Dreimäderl

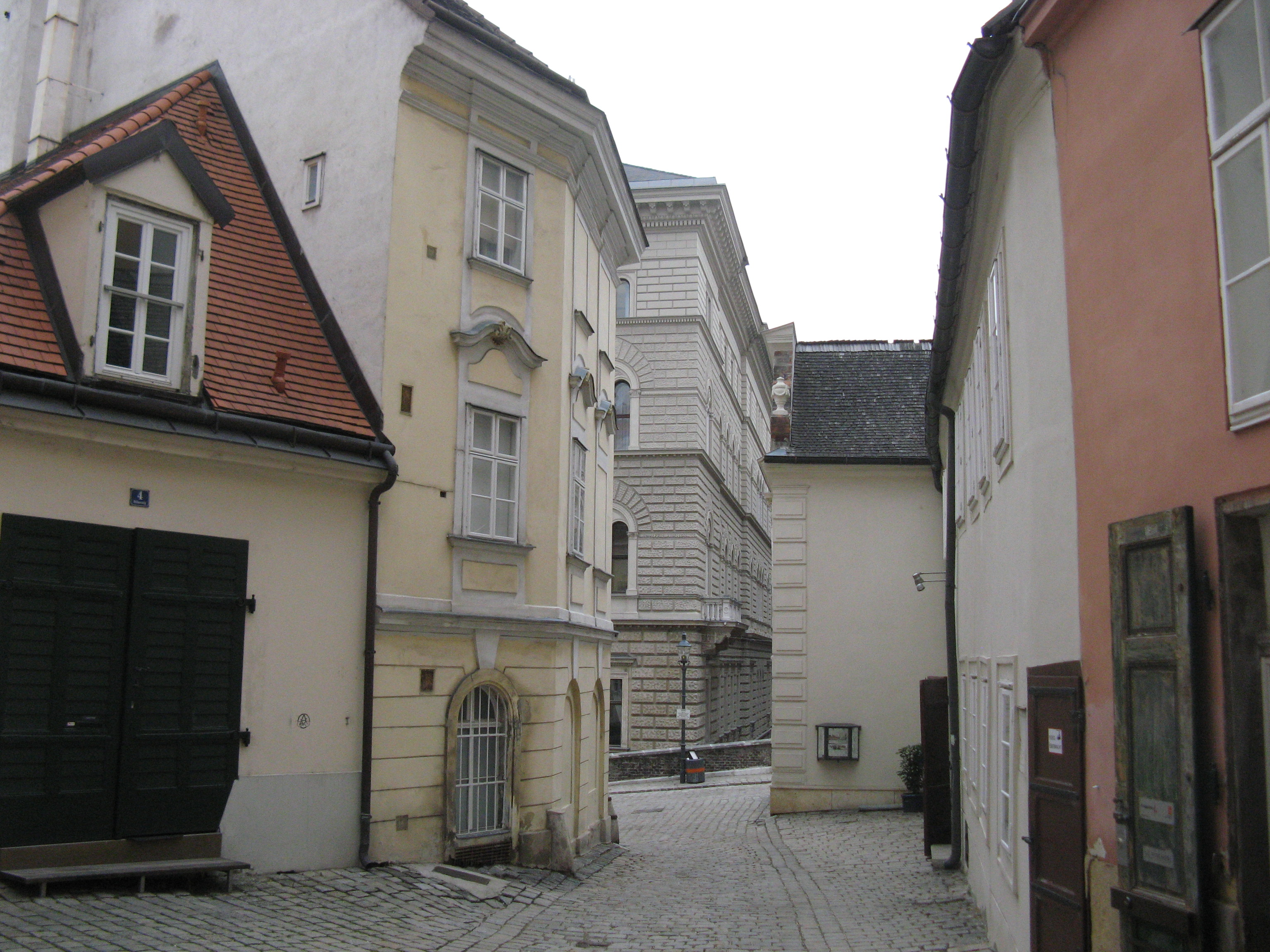
Début du Mölker Steig

### Maison Dreimäderlhaus n°1
La maison de la Schreyvogelgasse 10 est un important bâtiment résidentiel du baroque tardif de la fin du  XVIIIe siècle. Il y a une extension inférieure sur Mölker Steig, dont la fenêtre et le portail ont un cadre à ossature. Il y a ici une boutique du célèbre fabricant de chaussures Ludwig Reiter.

### N° 3 Bâtiment résidentiel historique ancien
La maison forme l'arrière du bâtiment situé au 10 Mölker Bastei, dans lequel la petite-fille de Goethe, Alma von Goethe, est décédée en 1844. La maison historiciste a été construite en 1841 par Franz Schlirholz.

### N°4 Melker Hof
Arrière du grand Melker Hof, une cour de monastère qui remonte au XVIIIe siècle dans sa forme actuelle. Il a été construit par Josef Gerl. L'extension inférieure du Mölker Steig a également été construite à cette époque.

### N° 5 Bâtiment résidentiel historique
La maison forme l'arrière du premier bâtiment résidentiel historique de Mölker Bastei 12, probablement construit par Franz Schlirholz en 1846.

### N° 7 Bâtiment résidentiel historique
Arrière de la maison située au 14 Mölker Bastei, construite par Franz Schlirholz en style historiciste entre 1845 et 1846.